# Assedio di Taormina (394 a.C.)
L'assedio di Taormina fu compiuto da Dionisio I, tiranno di Siracusa, nell'inverno del 394 a.C. nel corso delle guerre greco-puniche contro Cartagine.
Dopo la sconfitta dei Cartaginesi nell'assedio di Siracusa del 397 a.C., Dionisio aveva espanso i suoi domini conquistando le terre sicule e fondando colonie nel nord est della Sicilia. Taormina era stata fondata da Imilcone che aveva spinto una parte del suo esercito a trincerarsi in quella posizione forte per natura; essa sorgeva nel mezzo della strada che univa Siracusa a Messina. Dionisio pose l'assedio alla città nel 394 a.C. ma dovette lasciare la postazione dopo il fallito assalto della notte. Cartagine rispose all'attacco con gli alleati per rinnovare le ostilità che terminarono col trattato di pace del 392 a.C. che garantì a Dionisio la supremazia sui siculi, mentre Cartagine conservò tutti i territori a est del fiume Imera.

## Antefatti
Dionisio scelse di non attaccare i Cartaginesi in Sicilia occidentale, mentre la minaccia di Rhegion forzava una guerra che si apriva su due fronti davanti a lui; invece di ricostruì e ripopolò Messina con 1 000 coloni di Locri e Medma con 4 000 provenienti dall'Italia e alcuni da Messene in Grecia continentale, che sono stati successivamente trasferiti a Tindari quando Sparta contestò stabilirsi dei Messeni a Messina. Gli abitanti originari di Messina, senza casa dal sacco della loro città nel 397 a.C., si sono stabiliti a Tindari, un'altra città costruita da Dionisio, dopo aver forzato la città sicula di Abacano a cedere terre per la nuova colonia nel 395 a.C., che alla fine ospitava 5 000 cittadini. La fondazione di Messina e Tindari assicurò il controllo della costa nord orientale della Sicilia a Dionisio. Rhegion, temendo Dionigi avrebbe potuto utilizzare Messina come base contro di loro, fondò la colonia greca di Milazzo tra Messina e Tindari e popolò la città con i profughi di Nasso e Catania, riducendo così il territorio di Messina. I coloni di Mylai, aiutati da Rhegion e guidati dall'esiliato siracusano generale Elori, attaccarono l'acropoli di Messina, ma i Messinesi, aiutati da alcuni mercenari di Dionisio, vinsero; successivamente attaccarono Milazzo, che si arrese. Gli abitanti, autorizzati ad andarsene, si rifugiarono tra i Siculi.

### Preludio all'assedio
Dionisio attaccò i Siculi e conquistò Smeneo (la cui localizzazione è sconosciuta) e Morgantina. La città punica di Solunto e quella sicula di Cefalù si arresero a lui; la città sicula di Enna fu saccheggiata e ne fu fatto grande bottino. Il territorio siracusano si espanse fino al confine con Agyrion. Agyris, legislatore della città, divenne ricco dopo l'uccisione dei cittadini più influenti della città, si impossessò del comando di 20000 cittadini e fu secondo in Sicilia solo dopo Dionisio. Agyris, nel 403 a.C., aveva aiutato i mercenari campani inviati da Cartagine a salvare Dionisio, in quanto alcuni greci avevano capitolato dal suo esercito e avevano assediato Siracusa. Questo aspetto fu preso in considerazione da Dionisio.
Dionigi scelse di non provocare Agyris o Damone, governatore di Centuripe, ma strinse patti con le città sicule di Agyrion, Centuripe, Erbesso, Assorus (la città era rimasta fedele a Siracusa dopo che altri siculi avevano disertato per Imilcone quando Taormina fu fondata nel 397 a.C.) ed Erbita. Così creò una zona cuscinetto per Siracusa in Sicilia centrale. Dunque, Dionisio decise di occuparsi di Rhegion. Taormina era posizionata tra il territorio controllato da Siracusa e avrebbe potuto ostacolare i movimenti siracusani, in questo modo Dionisio scelse di attaccare il nemico più vicino a Siracusa prima nell'inverno del 394 a.C.

## L'assedio
L'esercito siracusano si avvicinò alla città da sud e si accampò presso le rovine di Nasso, mettendosi a bloccare l'accesso alla città. I Siculi si opposero con una difesa ostinata, fortificando la città in ogni suo punto d'accesso. Dionisio non aveva interesse a far morire di fame i Siculi e impostò la pianificazione di un assalto alla città.
Scelse di procrastinare l'assedio in inverno, cosa insolita in tempi antichi dato che, per esempio, la possibilità di foraggiamento era limitata in quella stagione. Tuttavia, Dionisio basò la sua decisione sul fatto che i Cartaginesi e i Reggini, le più probabili fonti di aiuto per i Siculi, non sarebbero stati pronti per una campagna invernale ed i Siculi sarebbero stati pure loro colti di sorpresa.

### Assalto notturno
Il più famoso assedio nella storia greca è quello di Troia che fu risolto da un assalto notturno. Dionisio, che era estraneo a questa tattica, l'aveva solo sperimentata negli assedi di Mozia e Siracusa.
I Siculi non si erano opposti vividamente all'assedio permettendo così a Dionisio di poter scortare il suo esercito fino a Nasso. La neve copriva il monte Tauro, dato che l'inverno di avvicinava, e i Greci osservavano le guardie che mano a mano aumentavano. Dionisio scelse una notte senza luna per un assalto notturno, pose l'accampamento (probabilmente questo era situato presso il teatro greco della città). Il freddo e le rocce frastagliate dei precipizi, su cui Taormina sorgeva, giocarono il loro ruolo nel buio, ma ciò non bastò per fermare i Siracusani che riuscirono a conquistare l'acropoli senza difficoltà.

### La guerra urbana
Se Dionisio sperava di evitare una feroce battaglia urbana lanciando un attacco a sorpresa non ci è affatto riuscito, perché proprio come i Greci entrarono nella città, guidati da Dionisio, i Siculi si svegliarono e cominciarono a raccogliersi, lanciando un contrattacco. I soldati di Dionisio, probabilmente stanchi della loro ardua scalata, furono spacciati: 600 greci morirono subito sono stati uccisi. Molti furono i Greci che persero la loro corazza, Dionigi era uno dei pochi che la mantenne - una piccola consolazione, ma una questione di orgoglio per lui. Taormina non fu conquistata; Dionisio prese i bagagli e tornò a casa.